# Damalis hirtalula
Damalis hirtalula är en tvåvingeart som först beskrevs av Shi 1995.  Damalis hirtalula ingår i släktet Damalis och familjen rovflugor.
Artens utbredningsområde är Yunnan (Kina). Inga underarter finns listade i Catalogue of Life.